# Calamactis praelongus
Calamactis praelongus is een zeeanemonensoort uit de familie Halcampoididae.
Calamactis praelongus is voor het eerst wetenschappelijk beschreven door Carlgren in 1949.